# Угрюмов, Леонтий Яковлевич
Лео́нтий Я́ковлевич Угрю́мов (1887 — 14 августа 1937) — советский военный деятель, комкор (1936).

## Биография
Русский, член ВКП(б) с 1919, образование среднее.
Служил матросом Балтфлота. В 1918 году — начальник отряда моряков по охране Петрограда, начальник Рогачёвского отряда, военный руководитель Рославльского отряда Западного участка завесы, военком 1-й Орловской пехотной дивизии (май-июнь 1918). После кратковременного пребывания в Академии Генштаба с июля 1918 года — командующий Красноуфимским фронтом. В июле-сентябре — начальник 4-й Уральской стрелковой дивизии. Помощник командующего 8-й армией. В 1919 году — помощник командующего 5-й армией, временно исполняющий должность командующего 4-й армией, начальник дивизий: 2-й Особой (экспедиционного корпуса), 36-й и 19-й. В 1920 году — помощник командующего Мозырской группой Западного фронта, начальник 57-й стрелковой дивизии.
В 1923 году награждён Орденом Красного Знамени.
В 1922 году окончил Высшие академические курсы при Военной академии РККА, до июля 1923-го командовал 1-й пограничной дивизией, затем — 21-й Пермской стрелковой дивизией, с декабря — для особо важных поручений при штабе РККА. С апреля 1924 года — командир 28-й Горской стрелковой дивизии, с апреля 1925-го в резерве при главном управлении РККА, с июня — помощник начальника 10-го стрелкового корпуса, с августа 1926 года — помощник начальника войск конвойной стражи СССР по строевой части.
В 1927—1929 гг. учился в академии им. Фрунзе. С июня 1929 по июль 1931 — командир 48-й стрелковой дивизии. Затем — командир и военком 1-го стрелкового корпуса.
С февраля 1935 по май 1936 — начальник высших офицерских курсов «Выстрел», в 1936—1937 — заместитель начальника Управления боевой подготовки РККА.
Адрес проживания: г. Москва, Чистые пруды, 12-37.
Арестован 21 мая 1937. Приговорён ВКВС СССР 14 августа 1937 года по обвинению в участию в военно-фашистском заговоре. Расстрелян в тот же день. Реабилитирован 23 мая 1956.